# 淶源県
淶源県（らいげん-けん）は中華人民共和国河北省保定市に位置する県。

## 歴史
漢代に設置された広昌県を前身とする。南北朝時代には北魏により一旦廃止されたが、580年（大象2年）に北周により再び設置された。
601年（仁寿元年）に隋朝により飛狐県と改称されたが、明初の洪武年間に広昌県と改称された。1914年（民国3年）、重複地名を回避すべく淶源県と改称され現在に至る。

## 行政区画
- 鎮:淶源鎮、銀坊鎮、走馬駅鎮、水堡鎮、王安鎮、楊家荘鎮、白石山鎮、南屯鎮、泉坊鎮、北石仏鎮
- 郷:南馬荘郷、金家井郷、留家荘郷、上荘郷、東団堡郷、塔崖駅郷、烏竜溝郷